# Літ (Німеччина)
Літ (нім. Lieth) — громада в Німеччині, розташована в землі Шлезвіг-Гольштейн. Входить до складу району Дітмаршен. Складова частина об'єднання громад КЛГ-Гайдер-Умланд.
Площа — 4,66 км2. Населення становить 372 ос. (станом на 31 грудня 2020).